# Palakmäe
Palakmäe este o arie protejată (arie specială de conservare — SAC, sit de importanță comunitară — SCI) din Estonia întinsă pe o suprafață de 138,2 ha, integral pe uscat.

## Localizare
Centrul sitului Palakmäe este situat la coordonatele 58°02′54″N 25°56′40″E / 58.0483°N 25.9445°E.

## Înființare
Situl Palakmäe a fost declarat sit de importanță comunitară în aprilie 2004 pentru a proteja 3 specii de animale. Situl a fost protejat și ca arie specială de conservare în decembrie 2005.

## Biodiversitate
Situată în ecoregiunea boreală, aria protejată conține 2 habitate naturale: Cursuri de apă de la nivel de câmpie la nivel montan, cu vegetație Ranunculion fluitantis și Callitricho-Batrachion, Pajiști aluvionare boreale nordice.
La baza desemnării sitului se află mai multe specii protejate:
- mamifere (1): liliac de iaz (Myotis dasycneme)
- nevertebrate (2): Ophiogomphus cecilia, Unio crassus

Pe lângă speciile protejate, pe teritoriul sitului au mai fost identificate 4 specii de mamifere, 1 specie de pești.